# Nodo de acceso multiservicio
Un Nodo de acceso multiservicio o MSAN (Multiservice access node) es un dispositivo que permite integrar los servicios de telefonía y de banda ancha en un solo aparato. A través de él pasan la voz y los datos en un solo flujo de paquetes IP.
El hecho de tener una red de comunicaciones basada toda en IP, hace que esta sea más simple que una red tradicional.

## Características
- Mientras que los actuales DSLAM son sólo multiplexores/de-multiplexores, los MSAN’s integran capacidades de calidad de servicio, conexiones conmutadas y características de nivel 3 como encaminamiento y filtrado.

- Soporta conexiones inalámbricas, de fibra óptica y de cobre. Puede ofrecer diferentes interfaces físicas, anchos de banda, QoS o calidad de servicio y diferentes modos de acceso de banda ancha como POTS (Plain Old Service), ADSL, ADSL2/2+, SHDSL, VDSL/VDSL2, LAN, E1, IMA E1, G/EPON y WiMAX.

- Utiliza la técnica MPLS (Multiprotocol label switching) para simular dentro de la red IP los circuitos virtuales creados por antiguas técnicas digitales como ATM.

- Es una parte fundamental del llamado “21st Century Network” del BT Group. En 2006 comenzaron a cambiar las redes de telecomunicaciones del Reino Unido y prevén que para el 2008 el 50% de las casas y empresas ya dispondrán de esta nueva red basada en IP (NGN) y que en el 2010 la substitución de la red será total.

- Los encargados de desarrollar los MSAN’s para la BT Goup son las empresas Huawei y Fujitsu.